# Solter parvulus
Solter parvulus är en insektsart som beskrevs av Hölzel 1988. Solter parvulus ingår i släktet Solter och familjen myrlejonsländor. Inga underarter finns listade i Catalogue of Life.